# Vuoi sposare mio marito?
Vuoi sposare mio marito? (내 남편과 결혼해줘?, 내 男便과 結婚해줘?, Nae nampyeon-gwa gyeolhonhaejwoLR, Nae namp'yŏn'gwa kyŏrhonhaejwŏMR; lett. "Sposa mio marito") è un drama coreano trasmesso su tvN dal 1º gennaio al 20 febbraio 2024, e basato sull'omonimo romanzo ipertestuale di Sung So-jak, precedentemente adattato anche in un webtoon. In lingua italiana è stato reso disponibile inizialmente solo sottotitolato e successivamente anche doppiato su Amazon Prime Video.

## Trama
Kang Ji-won, malata terminale di tumore dello stomaco, lascia l'ospedale in cui è ricoverata per tornare a casa dal marito Min-hwan, che non ha ancora saldato il conto relativo alle sue cure mediche: lo trova però in atteggiamenti compromettenti con la sua migliore amica Su-min mentre decidono come usare i soldi dell'assicurazione sulla vita di Ji-won, opportunatamente stipulata da Min-hwan in segreto, una volta che la donna sarà morta. La scoperta sfocia in un litigio con colluttazione durante la quale Min-hwan spinge e uccide accidentalmente la moglie. Anziché morire, Ji-won si risveglia inaspettatamente dieci anni prima, nel 2013, quando ancora non si era sposata né ammalata e lei, Min-hwan e Su-min lavoravano insieme nello stesso ufficio alla U&K Food. Accorgendosi che non può impedire che i fatti che conosce si verifichino, ma che può cambiare la persona a cui capitano, decide di vendicarsi di Min-hwan e Su-min facendoli sposare e trasferendo il suo destino sull'ex-amica, mentre si costruisce una seconda vita.

## Personaggi e interpreti

### Personaggi principali
- Kang Ji-won, interpretata da Park Min-young, doppiata da Valentina Favazza
- Yu Ji-hyuk, interpretato da Na In-woo, doppiato da Emanuele Ruzza
Capo di Ji-won alla U&K Food, segretamente innamorato di lei.
- Park Min-hwan, interpretato da Lee Yi-kyung, doppiato da Manuel Meli
Marito di Ji-won prima del salto nel tempo.
- Jeong Su-min, interpretata da Song Ha-yoon, doppiata da Chiara Gioncardi
Migliore amica di Ji-won sin dai tempi della scuola.
- Baek Eun-ho, interpretato da Lee Gi-kwang
Chef, un tempo compagno di scuola di Ji-won e suo primo amore.

### Personaggi secondari
- Yang Ju-ran, interpretata da Go Min-jeung, doppiata da Emanuela D'Amico
Collega di Ji-won.
- Yu Hui-yeon, interpretata da Choi Gyu-ri
Collega di Ji-won e sorella minore di Ji-hyuk.
- Kim Gyeong-uk, interpretato da Kim Joong-hee
Capo di Ji-won.
- Lee Suk-jun, interpretato da Ha Do-kwon
Assistente di Han-il.
- Yu Han-il, interpretato da Moon Seung-keun
Nonno di Ji-hyuk e Hui-yeon, presidente della U&K Food.
- Kim Ja-ok, interpretata da Jung Kyung-soon
Madre di Min-hwan.
- Kang Hyeon-mo, interpretato da Jung Suk-yong
Padre di Ji-won.
- Jo Dong-suk, interpretato da Cho Jin-se
Amico di Ji-hyuk, titolare di un ristorante di pollo fritto coreano.
- Kim Sin-u, interpretato da Moon Soo-young
Amico di Ji-hyuk e collega di Dong-suk.
- Ha Ye-ji, interpretata da Bae Geu-rin
Ex-compagna di scuola di Ji-won, Su-min e Eun-ho, bullizzava Ji-won insieme alle sue tirapiedi, convinta che desse fastidio a Su-min.
- Lee Jae-won, interpretato da Jang Jae-ho
Marito di Ju-ran.
- Wang Heung-in, interpretato da Jung Jae-seong
Direttore del settore marketing della U&K Food.
- Yu Sang-jong, interpretato da Kang Sang-jun
Amico di Min-hwan.
- Oh Yu-ra, interpretata da BoA
Ex-fidanzata di Ji-hyuk.

## Produzione
Nel mese di febbraio 2023, a pochi giorni di distanza, i media sudcoreani hanno riferito che era in produzione un adattamento televisivo del romanzo ipertestuale Nae nampyeon-gwa gyeolhonhaejwo e che Lee Yi-kyung e Park Min-young erano in trattative per i ruoli principali, mentre a marzo è uscita la notizia che anche a Na In-woo era stata offerta una parte. Tutti e tre gli attori con i rispettivi personaggi sono stati confermati nel successivo mese di ottobre insieme a Song Ha-yoon, Lee Gi-kwang e Go Min-jeung; contemporaneamente è stata annunciata anche la data della prémière, il 1º gennaio 2024. Park è dimagrita fino a 37 kg per interpretare Ji-won, spiegando di "[aver] cercato di perdere peso non solo per il gusto di essere magra, ma per esprimere il più possibile il profondo dolore di Kang Ji-won", bevendo continuatamente sport drink durante le riprese.
Il 26 novembre 2023 è uscito il primo teaser, una parodia del reality show di incontri Hwanseung-yeon-ae in cui Park Min-young, nei panni di Kang Ji-won, viene intervistata dallo staff e, alla domanda se tornerà dal suo ex, risponde che non lo farà perché lui e la sua migliore amica l'hanno uccisa. Il 4 dicembre è uscito il poster principale. Le riprese sono durate otto mesi e terminate entro la metà di gennaio 2024.

## Colonna sonora
1. Lyn – Bad Liar (연국?, Yeon-gukLR) – 4:10 (testo: Lee Chi-hoon – musica: Park Sung-il)
2. Vincent Blue – From Today (오늘부터?, OneulbuteoLR) – 3:03 (testo: Seo Dong-sung – musica: Park Sung-il)
3. Car, the Garden – My All Dreams Come True (내겐 아무 소원 남아있지 않아요?, Naegen amu so-won nam-a-itji anh-a-yoLR) – 4:16 (testo: Lee Chi-hoon – musica: Park Sung-il)
4. Kim So-yeon – Wounds of Time (시간의 상처?, Sigan-ui sangcheoLR) – 4:37 (testo: Miriam – musica: Judah Earl)
5. Kelly McRae – The Journey – 4:08 (testo: Lee Chi-hoon – musica: Park Sung-il)
6. Yuqi – Bad Liar (연국?, Yeon-gukLR) – 3:50 (testo: Lee Chi-hoon – musica: Park Sung-il)

## Accoglienza

### Critica
Puah Ziwei di NME ha attribuito 4 stelle su 5 a Vuoi sposare mio marito?, affermando che "ciò che lo fa spiccare [...] è quanto lo show si prenda poco sul serio" nonostante le scene drammatiche e l'ambientazione cupa, conservando una trama semplice da seguire e "una manciata di colpi di scena inaspettati che sono giusto sufficienti a far sì che gli spettatori tornino indietro per saperne di più"; ha apprezzato la protagonista e l'interpretazione fattane da Park Min-young, e ha giudicato i personaggi di contorno "ugualmente affascinanti, anche se abbastanza unidimensionali". Anche Marianna Baroli di Panorama ha assegnato 4 stelle su 5, e ha attribuito il suo successo "al fascino dell'interazione dinamica dei personaggi e a una narrazione che prende continue svolte inaspettate". Renato Soriano di Taxidrivers.it ha evidenziato come "l'opera presenta tematiche rilevanti che ancora affliggono la società odierna come il ritorno di una visione tradizionale del ruolo della donna, che per alcuni è una rappresentazione nostalgica", e che "questo tipo di narrazione serve anche per rafforzare la trama, che non risulta così banale e che, dopo l'iniziale raffigurazione-denuncia del reale, inizia a prendere la via di una narrazione fra mistico e affascinazione". Sveva Di Palma per Cinematographe ha scritto che "un insieme di felici trovate stilistiche ed artistiche graziano di valore autoriale, ma anche di tanto sano divertimento, la trasposizione per lo schermo [del web novel originale]", creando un programma "avvincente, cattivo ma anche profondo, stilisticamente elegante e narrativamente efficace". Marta Górna della Gazeta Wyborcza ha descritto Vuoi sposare mio marito? come un esempio di guilty pleasure, commentando che "soddisfa e ti migliora l'umore" finché si riesce "a chiedere un occhio sulla banalità ampollosa, sui dialoghi esagerati e su un sacco di slow motion".
Lee Suk-myeong per Vogue Korea ha scritto che la serie "raccoglie tutte le ricette per il successo dei drama attuali", ovverosia viaggi nel tempo, chaebol, relazioni illecite, omicidi, vendetta, una donna in carriera e il paesaggio di Seul, definendo "sorprendente" la rappresentazione dei cattivi e riassumendo Su-min come "personificazione dei concetti di gaslighting e grooming", diversa da Min-hwan che invece ricorre alla violenza fisica anziché alla manipolazione psicologica per esercitare il controllo. Ha trovato inoltre realistico e umano il fatto che Ji-won si senta in colpa quando la sua vendetta provoca dolore ai suoi avversari. Shin Young-eun del quotidiano Maeil Gyeongjae ha individuato la forza del drama nelle performance dei suoi attori protagonisti, lodando in particolare la capacità di Lee Yi-kyung di provocare rabbia ma anche risate grazie all'aggiunta di "dettagli spiritosi".

### Pubblico
Il drama ha esordito con il 5,2% di share a livello nazionale, risultando essere il programma più visto nella sua fascia oraria, e ha chiuso con quasi il 12%, un nuovo record personale. Avendo registrato un aumento costante del numero di spettatori sin dal primo episodio, a marzo il cast è stato mandato in vacanza-premio in Vietnam per quattro giorni.
Internazionalmente, Vuoi sposare mio marito? ha raggiunto la vetta della classifica giornaliera di Prime Video in 57 Paesi, posizionandosi in alto anche negli Stati Uniti (2º), in Francia (3º) e nel Regno Unito (4º).
La tabella sottostante illustra i dati di ascolto per ogni episodio, con i massimi in rosso e i minimi in blu, e la posizione nella classifica giornaliera.
| Episodio | Data di trasmissione | Dati Nielsen Korea  | Dati Nielsen Korea         |
| Episodio | Data di trasmissione | A livello nazionale | Area metropolitana di Seul |
| -------- | -------------------- | ------------------- | -------------------------- |
| 1        | 1 gennaio 2024       | 5,211% (1º)         | 5,608% (1º)                |
| 2        | 2 gennaio 2024       | 5,891% (1º)         | 6,246% (1º)                |
| 3        | 8 gennaio 2024       | 6,420% (1º)         | 7,079% (1º)                |
| 4        | 9 gennaio 2024       | 7,595% (1º)         | 7,861% (1º)                |
| 5        | 15 gennaio 2024      | 7,372% (2º)         | 8,019% (2º)                |
| 6        | 16 gennaio 2024      | 7,773% (1º)         | 8,329% (1º)                |
| 7        | 22 gennaio 2024      | 9,359% (1º)         | 10,369% (1º)               |
| 8        | 23 gennaio 2024      | 8,642% (1º)         | 9,177% (1º)                |
| 9        | 29 gennaio 2024      | 9,844% (1º)         | 11,117% (1º)               |
| 10       | 30 gennaio 2024      | 10,714% (1º)        | 11,765% (1º)               |
| 11       | 5 febbraio 2024      | 11,776% (1º)        | 13,036% (1º)               |
| 12       | 6 febbraio 2024      | 10,518% (2º)        | 11,324% (2º)               |
| 13       | 12 febbraio 2024     | 10,820% (1º)        | 12,050% (1º)               |
| 14       | 13 febbraio 2024     | 11,050% (1º)        | 11,617% (1º)               |
| 15       | 19 febbraio 2024     | 11,081% (1º)        | 12,178% (1º)               |
| 16       | 20 febbraio 2024     | 11,951% (1º)        | 12,485% (1º)               |
| Media    | Media                | 9,126%              | 9,891%                     |

## Remake
Un remake giapponese è stato annunciato il 28 aprile 2025 e è andato in onda dal 27 giugno successivo con il titolo italiano Sposa mio marito: Giappone.

## Riconoscimenti
- Baeksang Arts Award[25]
  - 2024 – Candidatura Miglior attore di supporto a Lee Yi-kyung